# Searching for Sugar Man
Searching for Sugar Man är en svensk-brittisk dokumentärfilm från 2012, regisserad av Malik Bendjelloul. Filmen handlar om den amerikanske musikern Sixto Rodriguez. 
Vid Oscarsgalan 2013 belönades filmen med en Oscar för Bästa dokumentär.

## Handling
Filmen handlar om Sixto Diaz Rodriguez som hade en kort karriär i USA i slutet av 1960-talet. Sedan glömdes han bort och antogs ha begått självmord i början av 1970-talet, efter en misslyckad konsert. I Sydafrika levde dock hans musik kvar och han blev en superstjärna och en viktig röst för det vita apartheidmotståndet. Första halvan av filmen handlar om två sydafrikanska fans och deras jakt på sanningen om Rodriguez.

## Finansieringsproblem
I radioprogrammet "Sommar i P1" berättade Malik Bendjelloul att när Searching for Sugar Man, efter tre års klippande, till 90 procent var klar, sa plötsligt filmens huvudfinansiär, att filmen "var skit". Den "höll inte för de krav som ställs på filmer som ska upp på vita duken och kunde möjligtvis klippas ner till ett en-timmes tv-program".
Malik Bendjelloul berättade vidare:
| ”                   | Jag blev mycket förvånad, för några månader tidigare hade samma finansiär tyckt att filmen var toppen. Och skillnaden var minimal på det som varit toppen och nu var skit. Jag föreslog att jag kunde gå hem och trycka på kontroll z på datorn 98 gånger och därmed återskapa exakt den version som han tidigare hade ansett vara värd att stödja. Men nej, det skulle aldrig gå. Det enda sättet att rädda filmen var att göra ett en-timmes tv-reportage av det. För filmen saknade nämligen de större existentiella frågorna som krävs av en film som ska visas på stora duken. Jag försökte förklara att den innehöll inget annat än de stora existentiella frågorna. Det handlade om ett människoöde som behandlade existentiella frågor av närmast bibliska proportioner. Men – nej. Inga existentiella frågor kunde finansiären upptäcka ens med lupp. Så nej, tyvärr, det blir inga pengar. | „ |
| – Malik Bendjelloul | |   |

## Kritik och mottagande
Kritiken för Searching for Sugar Man var väldigt positiv. Det var den bäst recenserade svenska filmen i Sverige 2012, och är den näst bäst recenserade svenska filmen sen Betygsindex började sina mätningar 2007. New York Times gav filmen högsta betyg och deras kritiker Manohla Dargis utnämnde den till en av årets tio bästa filmer.
Med över en halv miljon biobesök i elva länder är filmen tidernas mest sedda svenska dokumentär på bio (följd av Stefan Jarls Ett anständigt liv).[källa behövs] Den är även Sydafrikas genom tiderna mest sedda dokumentärfilm.
Vissa kritiker ifrågasatte att filmen inte tog upp Rodriguez framträdande i Australien under decennieskiftet mellan 1970 och 1980-talet medan andra kritiker hävdade att eftersom filmen var berättad ur ett sydafrikanskt perspektiv så var berättarvinkeln riktig.
På Rotten Tomatoes har filmen 94% positiva recensioner, baserat på 118 recensioner.

## Utmärkelser
Searching for Sugar Man har vunnit 42 internationella filmpriser och nominerats till ytterligare 26. Bland annat vann den samtliga tyngre internationella branschpriser:
- Oscar för bästa dokumentärfilm på Oscarsgalan 2013
- BAFTA för bästa dokumentärfilm på British Academy's Film Award
- DGA Award för bästa dokumentär på The Directors Guild of America Awards
- WGA Award för bästa dokumentär på The Writers Guild of America Awards
- PGA Award för bästa dokumentär på The Producers Guild of America Awards
- ACE Eddie Award för bästa dokumentär på  The American Cinema Editors Awards

Filmen har också vunnit de båda nationella amerikanska filmkritikerpriserna, Critic's Choice i Los Angeles och National Board of Review i New York. Den vann en Guldbagge för bästa dokumentärfilm vid Guldbaggegalan.
Filmen var öppningsfilm i dokumentärdelen av filmfestivalen Sundance och vann två priser där: Juryns internationella specialpris för bästa dokumentärfilm och Internationella publikpriset. I augusti 2012 hade den svensk premiär på festivalen Way Out West där även Rodriguez uppträdde. Under 2012 vann den en rad filmfestivalpriser, däribland publikpriset på Los Angeles Film Festival, Melbourne Film Festival, Canberra Film Festival, Tribeca Film Festival, Durban Film Festival och vann jurypriset på Moskvas internationella filmfestival och Atens internationella filmfestival. Den vann också en IDA, den internationella dokumentärföreningens pris för bästa dokumentär och dubbelvann på världens största dokumentärfilmsfestival IDFA i Amsterdam, bland annat festivalens publikpris.
Den vann Kristallen 2014 som "Årets dokumentärprogram".

### Guldbaggen
Den 3 januari 2013 släpptes de första nomineringar till årets Guldbaggegala, där Searching for Sugar Man erhöll sex nomineringar, där samtliga var ämnade som delvis personliga nomineringar till regissören Malik Bendjelloul. Den 21 januari vann filmen en Guldbagge för Bästa dokumentärfilm 2012.
Nomineringar:
- Bästa film - Malik Bendjelloul, och Simon Chinn
- Bästa dokumentär - Malik Bendjelloul
- Bästa manuskript - Malik Bendjelloul
- Bästa klippning - Malik Bendjelloul
- Bästa ljud/ljuddesign - Malik Bendjelloul, och Per Nyström
- Bästa musik - Malik Bendjelloul, och Sixto D. Rodriguez